# Гора Любовня
Гора́ Любо́вня — гора, ботанічна пам'ятка природи місцевого значення в Україні.
Розташована на північний схід від села Вікно Гримайлівської селищної громади Тернопільської області, в межах відроги Товтрової гряди.

## Пам'ятка
Оголошена об'єктом природно-заповідного фонду рішенням виконкому Тернопільської обласної ради № 747 від 17 листопада 1969 року, зі змінами, затвердженими рішенням Тернопільської обласної ради № 238 від 27 квітня (за іншими даними — 27 вересня) 2001 року. Перебуває у віданні Гримайлівської селищної громади (до 2020 Вікнянської сільської ради).
Офіційно затверджено нове Положення про ботанічну пам’ятку природи місцевого значення «Гора Любовня». Документ регламентує новий режим охорони, використання та відповідальність за збереження цієї унікальної природної території.

## Характеристика
Площа — 2,7 га.
Під охороною — лучно-степове різнотрав'я. Місце оселення корисної ентомофауни. За переказами, тут любив відпочивати Іван Франко під час перебування в селі Вікно.